# Willy-Brandt-Medaille

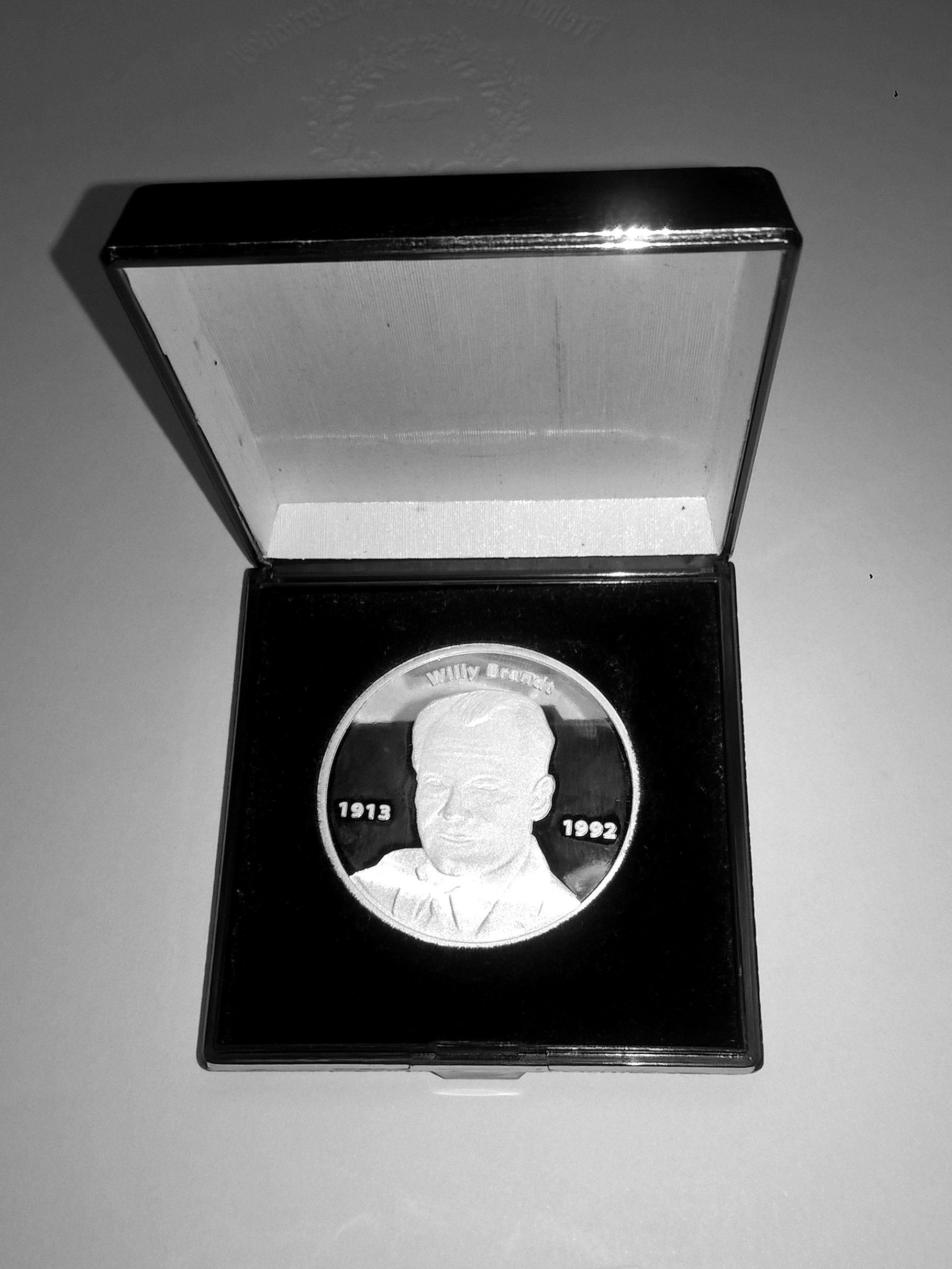
Willy-Brandt-Medaille

Die Willy-Brandt-Medaille  (auch: „Gedenkmünze Willy Brandt“) ist eine Auszeichnung der Sozialdemokratischen Partei Deutschlands. Die SPD ehrt damit Mitglieder, die sich um die Sozialdemokratie in besonderer Weise verdient gemacht haben. Geschaffen wurde die Auszeichnung durch Beschluss des Parteivorstandes vom 16. Dezember 1996 über die „Richtlinien zur Verleihung von Ehrenbriefen, Urkunden und Parteiabzeichen“.
Die Medaille, benannt nach dem Ehrenvorsitzenden der SPD, Bundeskanzler und Friedensnobelpreisträger Willy Brandt (1913–1992), ist die höchste Auszeichnung, die die Partei an ihre Mitglieder vergibt.

## Bekannte Träger der Willy-Brandt-Medaille
- Michael Albrecht

- Michael Antenbrink

- Nikolaus Arndt
- Günther Bantzer
- Rosa Bauer
- Hans Benner
- Christian Bernzen
- Erich Berschkeit
- Willi Birkelbach
- Axel Brammer
- Dieter Brosey
- Klaus Buß
- Paul Dotzert
- Wolfgang Drexler
- Detlev Engel
- Günter Erlewein
- Elke Ferner
- Karl-Rudolf Fischer
- Hans Hinrich Flöter
- Alfons Gerstl
- Renate Geuter
- Heinz Goll
- Albert Großhans
- Werner Grunert
- Liesel Hartenstein
- Michael Hartmann
- Rudolf Hilfenhaus
- Barbara Hiltawski
- Ulla Brede-Hoffmann
- Ludwig Hoffmann
- Rainer Holtschneider
- Uwe Holtz
- Helmut Jung
- Horst Jungmann
- Hans Kasper
- Kurt Kestler
- Bernd Kielburger
- Horst Knechtel
- Eckart Kuhlwein
- Christian Lange
- Reinhold Latzke
- Ellen Lauterbach
- Rolf Lehmann
- Wolf-Dieter Lutz
- Otto Malfeld
- Walter Meinhold
- Dirk-Ulrich Mende
- Johanne Modder
- Claus Möller
- Hans-Dieter Moritz
- Siegfried Müller
- Bärbel Narnhammer
- Kurt Petzold
- Erich Pipa
- Joachim Poß
- Ursula Preuhs
- Peter Rabe
- Udo Reichenbecher
- Stefan G. Reuß
- Fritz Riege
- Rolf Röhm
- Wolfgang Roth
- Roland Schäfer
- Martin Schlappner
- Bernd Schleicher
- Walter Schneider
- Hannes Schönfelder
- Kurt Schulz
- Jens-Peter Schwieger
- Bodo Seidenthal
- Heide Simonis
- Olga Sippl
- Andreas Stenglein
- Margitta Terborg
- Jörn Thiede
- Klaus-Dieter Tschiche
- Inge Utzt
- Rüdiger Veit
- Michael Weber
- Gabriele Wichert
- Volkmar Winkler
- Hanna Wolf
- Peter Würtz
- Günter Zabel
- Rüdiger Zakrzewski
- Fritz Ziegler